# Sisteme de intonație
```
                                   Sisteme de intonație
```

Pentru a putea prezenta efficient aceste sisteme de intonație, trebuie definite câteva noțiuni.
	Am văzut că in scara muzicală general,sunetele sunt așezate intr-o ordine , determinată de frecvența lor . 
	Raportul dintre două frecvențe, respective două sunete ( in sens muzical ), diferite, poartă numele de interval muzical.
	In muzica europeană cultă, cel mai mic interval folosit se numește semiton. Acest interval se găsește intre două sunete alăturate, intre care nu mai poate fi introdus un alt sunet component al scării muzicale generale prezentată anterior. Acest interval se numește semiton diatonic.
	Semitonurile mai pot fi cromatice, și se formează pe aceeași treaptă, cu ajutorul alterațiilor.
	Raportul de inălțime care concatenează două semitonuri, generează un interval muzical, numit ton. Tonurile pot fi și ele diatonice sau cromatice.Tonurile  diatonice se formează intre două trepte alăturate cu denumiri diferite, iar tonurile cromatice sunt construite pe aceeași treaptă, cu ajutorul alterațiilor.
Scara muzicală general prezentată mai sus este compusă din tonuri și semitonuri. Acestea sunt “ cărămizile “ cu care organizăm și construim interval, tetracorduri, game sau moduri. 
	Din punct de vedere matematic, intervalul se poate reprezenta in forma unei fracții, unde numărătorul indică sunetul mai inalt și numitorul pe cel mai grav al intervalului. Dar intervalele, și vorbim de cele naturale, ce se găsesc in seria armonicelor unui sunet, se pot scrie sub forma fracționară ( reprezentând proporții sau segmente, mai scurte sau mai lungi ale corpului vibrator ce emite sunetul ) :
-	Unisonul  1/1 este sunetul fundamental repetat
-	Octava perfectă 2/1 este intervalul cuprins intre armonicele 1 și 2
-	Cvinta perfectă 3/2 este intervalul cuprins intre armonicele 2 și 3
-	Cvarta perfectă 4/3  este intervalul cuprins intre armonicele 3 și 4
-	Terța mare 5/4 este intervalul cuprins intre armonicele 4 și 5
-	Terța mică 6/5 este intervalul cuprins intre armonicele 5 și 6
-	Secunda mare 9/8 este intervalul cuprins intre armonicele 8 și 9
-	Secunda mică 16/15 este intervalul cuprins intre armonicele 15 și 16
-	Sexta mare 5/3 este intervalul cuprins intre armonicele 3 și 5
-	Sexta mică 8/5 este intervalul cuprins intre armonicele 5 și 8
-	Septima mică 7/4 este intervalul cuprins intre armonicele 4 și 7
-	Septima mare  15/8 este intervalul cuprins intre armonicele 8 și 15
Aceste interval, care se regăsesc in armonicele unui sunet, formează un sistem de    
intonație numit sistem netemperat.
		Mulți teoreticieni, de-a lungul vremii , consider că ordinea reală a sunetelor este ordinea succesiunii prin cvinte perfecte.
		Cvinta este un interval foarte important, pentru că apare primul in seria armonicelor unui sunet, după octava sunetului fundamental.
		Intervalul de cvintă este esențial pentru că el conduce la interdependența funcțională de tip dominantic, in tonalitate, system de o importanță covârșitoare pentru muzica cultă europeană.
		Astfel, o construcție intervalică muzicală, poate fi prezentată sub două aspecte :
-	Așezând sunetele in ordinea aparentă, adică o succesiune treptată, ascendentă, de tonuri și semitonuri.
-	Utilizând succesiunea natural a sunetelor, adică lanțul de cvinte perfecte.
Atât tonurile, cât și semitonurile pot fi diatonice sau cromatice. Semitonurile sau tonurile care se formează intre două trepte alăturate, cu denumiri diferite, se numesc diatonice, iar semitonurile și tonurile care  se formează pe aceeași treaptă, cu ajutorul alterațiilor, se numesc cromatice.
	Tonul diatonic este alcătuit dintr-un semiton chromatic și un semiton diatonic, iar tonul cromatic este alcătuit din două semitonuri cromatice.
		5.1 Microintervale acustice
	In acustică, ca și in muzica netemperată, se cunosc mai multe interval, mai mici decât semitonul, care poartă denumirea de microintervale.
	Microintervalele acustice sunt : savartul și centisunetul.
	 Savartul este o unitate acustică, constând din logaritmii decimali, inmulțiți cu 1000. O octavă perfectă conține astfel 301,03 savarți.
	Centisunetul este un microinterval acustic, conceput pentru scopuri mai practice, deoarece se aplică asupra sistemului temperat astfel : 1 semiton temperat = 100 cenți
						Octava                       = 1200 cenți
	Microintervalul numit coma ( in limba greacă, insemnând subdiviziune, este mai mic decât semitonul și aparține tuturor sistemelor netemperate.
	Mărimea comelor variază de la un sistem intonațional la altul.
	El poate fi socotit un microinterval musical.
		Există două grupe de sisteme de intonație :
-	Sistemele de intonație netemperată, care sunt și sistemele de intonație natural, folosită de om din cele mai vechi timpuri, având o arie de răspândire ce cuprinde intreg globul, au ceea ce se numește intonație absolută.
-	Sistemul de intonație temperat, este un sistem artificial, creat matematic de om, preluat de teoria muzicii europene și folosit in creația cultă europeană incepând cu anul 1691, când a fost enunțat de teoreticianul Andreas Werkmeister. Consacrarea practică a fost făcută de Johann Sebastian Bach, prin cele două volume ale “ Clavecinului bine temperat “.
Vom prezenta mai jos două sisteme de intonație netemperată, util a fi cunoscute de cântăreți. Acestea sunt :
-	Sistemul lui Pitagora
-	Sistemul lui Mercator – Holder
5.2 Sistemul lui Pitagora
Sistemul lui Pitagora se mai numește și gama violoniștilor, și este un sistem construit prin suprapuneri de cvinte perfecte, reprezentând succesiunea naturală a sunetelor in muzică, așa cum am prezentat-o mai sus.
	Pornind de la sunetul DO, in sens asccendent se pot forma 12 cvinte naturale ale căror raporturi de inălțime sunt următoarele :
1/1	3/2	9/8	27/16		81/64		243/128	729/512	
```
DO            SOL        RE            LA                        MI                            SI                      FA DIEZ
```

2187/2048	6561/4096	19683/16384	59049/32768		177147/131072
```
DO DIEZ                  SOL DIEZ               RE DIEZ          LA DIEZ                                MI DIEZ
```

531441/524288
```
 SI DIEZ
```

	Pornind de la același sunet DO in sens descendent, se va forma un lanț de 12 cvinte natural , a căror raporturi de inălțime sunt următoarele:
1/1	4/3	16/9       32/27 	128/81 	256/243	1024/729	
DO            FA       SI BEMOL MI BEMOL     LA BEMOL         RE BEMOL         SOL BEMOL
4096/2187           8192/6561          33768/19683            65536/59049       262144/177147
```
DO BEMOL          FA BEMOL         SI DUBLU BEMOL     MI DUBLU BEMOL  LA DUBLU BEMOL
```

1048576/531441
RE DUBLU BEMOL 
Vom așeza acest material sonor in ordine ascendentă, in cadrul unei octave. Vom obține astfel gama netemperată pitagoreică, format din sunetele rezultate din lanțul de cvinte natural.
	Sistemul netemperat pitagoreic are un singur tip de comă numită coma pitagoreică. Ea diferențiază intre ele sunetele enarmonice din acest sistem. De asemenea, semitonul diatonic , numit lymma, este mai mic decât semitonul chromatic, numit in acest system ,apotom
, cu o comă pitagoreică. Se remarcă faptul că lymma este cel mai mic semiton diatonic din toate sistemele de intonație, iar apotom, cel mai mare semiton  chromatic din toate sistemele de intonație. Faptul că intervalele sunt cele ce se regăsesc in armonicele sunetului fundamental, fac din sistemul netemperat pitagoreic, un system propice pentru manifestarea expresivă a melodiei, și de asemenea servește pentru acordajul instrumentelor cu coarde și arcuș.
																		5.3 Sistemul lui Mercator – Holder
	Acest system netemperat, numit și gama cântăreților divizează octava in 53 de come, o comă având valoarea de 5,68 savarți.
		Se folosește un singur tip de comă, numită coma holderiană, ce face diferența dintre semitonul cromatic și diatonic. Semitonul cromatic are 5 come, cel diatonic are 4 come, iar tonul format din cele două tipuri de semiton are 9 come.
	 		Din cauza acestei come, ce produce o diferență intre semitonul diatonic și cel chromatic, sunetele enarmonice au inălțimi diferite.
	Acest system de intonație a fost inventat de Nicolaus Mercator, mathematician si astronom german ( 1620-1687 ) și William Holder, theoretician englez ( 1614 – 1696 ). Este un system intonațional propriu melodiei vocale și este apropiat ca inălțime a sunetelor de sistemul pitagoreic. Acest system inventat in secolul XVII , este cel mai răspândit system netemperat din zilele noastre.

				5.4 Sistemul de intonație temperata
		Sistemul de intonație temperat este un sistem conceput in secolul XVIII, de Andreas Werkmeister. Acesta a dorit să renunțe la puritatea intervalelor din sistemele netemperate, pentru inlăturarea dificultăților pe care le aducea in cânt respectarea tuturor diferențelor acustice dintre sunete.  Acesta incearcă o mediere intre toate sistemele netemperate folosite la acea dată.
		Renunțându-se la coma pitagoreică sau coma solfegistică, la lymma sau apotom, etc., se imparte octava la 12 părți egale, numite semitonuri temperate, care nu mai sunt compuse din nici un fel de comă, și unde semitonul diatonic este egal cu cel cromatic.
		Cele 12 sunete care compun octava devin false, față de sunetele natural folosite până atunci. Toate intervalele devin temperate și nu mai corespund cu cele natural.
		Acest sistem, propus in anul 1691 vrea să ajute muzica europeană pe drumul pe care il incepuse. Acest drum presupunea o scriitură din ce in ce mai armonică, mai bine conturată tonal, unde un mijloc de expresie și de contrast devenea modulația dintre diversele tonalități. 
		Câștigându-se sub acest aspect, se pierde finețea și expresivitatea intonației naturale, ce fusese proprie sistemului modal, in vigoare până la acea dată. Consacrarea acestui sistem are două date precise, o lucrare monumental, și un nume de geniu muzical : Johann Sebastian Bach, prin cele două volume ale Clavecinului bine temperat, apărute in anul 1722, și respectiv in anul 1744, demonstrează că este posibil să se scrie și să se cânte in toate tonalitățile majore sau minore construite pe toate cele 12 trepte ale scării cromatice temperate.
J.S. Bach – Clavecinul bine temperat
		Cele 2 exemple arătate mai sus folosesc sunete care au aceeași inălțime dar se scriu diferit. Aceste sunete se numesc enarmonice. 
		Raportul de enarmonie se poate stabili intre două sunete, două interval, două acorduri sau două tonalități.
		Datorită sistemului temperat unde cele două semitonuri sunt egale, deci DO diez este egal cu RE bemol, enarmonia este absolută. Cu alte cuvinte, sunetul care rezultă din inlănțuirea a 12 cvinte perfecte, temperate, are aceeași intonație cu sunetul care se obține prin inlănțuirea a șapte octave perfecte, dacă in ambele cazuri se pornește din același punct. In sistemele netemperate, această situație nu era posibilă, intrucât intre cele două sunete ar fi existat o diferență de inălțime, de o comă pitagoreică ( in sistemul lui Pitagora ) sau o comă holderiană ( in sistemul Mercator-Holder ).
		Următorul exemplu arată egalizarea ( enarmonia absolută ) sunetelor prin sistemul de intonație temperat.
		Aceleași sunete, insă sunt considerate enarmonice in mod relativ, pentru sistemele netemperate. De exemplu in sistemul lui Mercator-Holder :
		Diferența dintre intonația temperată și netemperată sau diferența dintre enarmonia absolută și relativă arată faptul că in muzica cultă europeană, inceputul secolului XVIII, a marcat o schimbare conceptual importantă prin adoptarea sistemului temperat, și o conviețuire periculoasă a acestuia cu sistemele netemperate incă folosite. S-a generat confuzia că un sistem cu microintervale ce ar fi să inlocuiască sistemul netemperat natural, ar putea fi format din sferturi de ton. Faptul că aceste microintervale sunt temperate exprimă clar ruptura de esență dintre concepția netemperată, natural și cea matematică, dorind să o imite pe aceasta.
					5.5 Expresivitatea intervalelor
	In sistemele netemperate trăsăturile expressive ale intervalelor sunt potențate la maximum. Expansivitatea sau depresivitatea lor se explică poate prin conținutul de cvinte perfecte natural și sensul ascendent sau descendent al acestora. Astfel, un interval care este format dintr-un lanț mai amplu de cvinte naturale ascendente, este mai expansiv decât unul format dintr-un număr mai mic de cvinte naturale ascendente.					 		     Expansivitatea sau depresivitatea unui interval ține de cât de bogat in cvinte este lanțul ascendent sau descendent al respectivului interval. 
		Astfel, vom observa două grupe de interval ce se formează astfel :
-	Intervalele mari și mărite formează grupa de interval expansive 
-	Grupa intervalelor mici și micșorate formează grupa intervalelor de natură depresivă
Iată câteva exemple :
-	Secunda mare provine din succesiunea a două cvinte ascendente
-	Secunda mică reiese din succesiunea a 5 cvinte descendente
-	Terța mare reiese din succesiunea a 4 cvinte ascendente
-	Terța mică provine dintr-un lanț de 3 cvinte descendente
-	Cvarta perfectă reiese dintr-o succesiune de o cvintă descendentă
-	Cvinta perfecta este opusul cvartei si reiese dintr-un interval de cvintă ascendentă
-	Sexta mică provine din succesiunea a 4 cvinte descendente
-	Sexta mare provine din succesiunea a 3 cvinte ascendente
-	Septima mică reiese din succesiunea a 2 cvinte descendente
-	Septima mare reiese din succesiunea a 5 cvinte ascendente
	Cu cât numărul de cvinte ce alcătuiește intervalul este mai mare, cu atât expansivitatea sau depresivitatea lui este mai mare
	Intervalele mărite și micșorate sunt alcătuite din mai multe elemente expansive sau depressive decât cele prezentate anterior. Dăm mai jos câteva exemple :
-	Secunda mărită reiese din succesiunea a 9 cvinte ascendente
-	Terța micșorată reiese din succesiunea a 10 cvinte descendente
-	Cvarta mărită provine din succesiunea a 6 cvinte ascendente
-	Cvinta micșorată provine din succesiunea a 6 cvinte descendente
	Se poate spune că există o legătura intre numărul de cvinte ce formează un interval și ideea de consonanță și disonanță:
-	Intervalele care au până la 4 cvinte ascendente, respective cvinta perfectă, secunda mare, sexta mare, terța mică, sunt considerate de teoria muzicii ca fiind interval consonante. Ce depășește acest lanț de 4 cvinte ascendente, este considerat de teoria muzicii ca fiind interval disonant. 
-	Intervalele care au până la 4 cvinte descendente, cu excepția septimei mici, sunt considerate interval consonante. Acestea sunt cvarta perfecta, terța mică și sexta mică.
Ideea de consonanță și disonanță a evoluat de-a lungul timpului, de la folosirea intervalelor formate din o cvintă ascendentă sau descendentă la folosirea intervalelor formate din lanțuri de maximum 4 cvinte ascendente sau descendente.
Celelalte interval erau considerate disonante și trebuiau rezolvate in interval consonante. Folosirea intr-un procent din ce in ce mai mare a intervalelor disonante al mers concomitent cu utilizarea sistemului temperat de intonație, incercându-se pe această cale o mărire a expresivității muzicale, pierdută prin abandonarea sistemelor de intonație naturale. Astfel disonanțele nu mai sunt nici pregătite , nici rezolvate in consonanță. Intervale ca septima mică iși pierd asprimea ca disonanță, și se emancipează in consonanță. O egalizare ca valoare intre intervalele consonante și disonante, o face muzica atonală a inceputului de secol XX. La fel ca și  Andreas Werkmeister, ce renunță la intonațiile subtile  ale sistemului netemperat, așa și compozitorii celei de a doua Scoli vieneze ( Schonberg, Berg, Webern ) renuntă la deosebirea dintre consonanță și disonanță, anihilând astfel expresivitatea intervalelor.